# Сукманица
Сукманица — деревня в Сокольском районе Вологодской области.
Входит в состав Воробьёвского сельского поселения, с точки зрения административно-территориального деления — в Воробьёвский сельсовет. Расположена к югу от автодороги А123.
Расстояние по автодороге до районного центра Сокола — 64 км, до центра муниципального образования Воробьёва — 8 км. Ближайшие населённые пункты — Нелидово, Большие Ивановские, Петряево.
По данным переписи в 2002 году постоянного населения не было.